# Michael Tetzlaff
Michael Tetzlaff (* 1973 in Eisenberg) ist ein deutscher Autor.

## Lebenslauf
Michael Tetzlaff wurde 1973 in Eisenberg (Thüringen) geboren. Er verbrachte seine gesamte Jugend in Thüringen. Nach der Wende zog er nach Frankfurt am Main, wo er seitdem bei der Frankfurter Rundschau arbeitet.

## Werke
Nebst diversen Artikeln in der Frankfurter Rundschau veröffentlichte Tetzlaff bisher ein einziges Buch mit dem Titel Ostblöckchen.